# Sipmekenjaure
Sipmekenjaure är en sjö i Strömsunds kommun i Jämtland och ingår i Ångermanälvens huvudavrinningsområde. Sjön har en area på 2,45 kvadratkilometer och ligger 677,2 meter över havet. Sjön avvattnas av vattendraget Sipmekälven.

## Delavrinningsområde
Sipmekenjaure ingår i det delavrinningsområde (721894-142191) som SMHI kallar för Utloppet av Sipmekenjaure. Medelhöjden är 922 meter över havet och ytan är 71,79 kvadratkilometer. Det finns inga avrinningsområden uppströms utan avrinningsområdet är högsta punkten. Sipmekälven som avvattnar avrinningsområdet har biflödesordning 3, vilket innebär att vattnet flödar genom totalt 3 vattendrag innan det når havet efter 379 kilometer. Avrinningsområdet består mestadels av kalfjäll (97 procent). Avrinningsområdet har 1,4 kvadratkilometer vattenytor vilket ger det en sjöprocent på 1,9 procent.